# مينتورن (كولورادو)
مينتورن (بالإنجليزية: Minturn, Colorado)‏ هي بلدة تقع في مقاطعة إيغل، كولورادو بولاية كولورادو في الولايات المتحدة. تبلغ مساحتها 3.6 (كم²)، وترتفع عن سطح البحر 2396 م، بلغ عدد سكانها 1027 نسمة في عام 2010 حسب إحصاء مكتب تعداد الولايات المتحدة وتصل الكثافة السكانية فيها 296.7 نسمة/كم2.

## وصلات خارجية
- Town of Minturn
- The US50 - Cities and Towns in Colorado State
- Colorado Cities and Towns, Facts, Map, Flag, Colleges, Government, and More